# Arvățeni
Arvățeni (węg. Árvátfalva) – wieś w Rumunii, w okręgu Harghita, w gminie Feliceni. W 2011 roku liczyła 125 mieszkańców.